# Glen Vella
Pour les articles homonymes, voir Vella.
Glen Vella né le 14 mai 1984) est un chanteur maltais.
Il a représenté son pays au Concours Eurovision de la chanson 2011